# 朱尽晖
朱尽辉（1968年8月—），男，上海人，中华人民共和国美术家、教育家，现任陕西省美术家协会主席、西安美术学院校长、全国艺术专业学位研究生教育指导委员会美术设计分委员会委员，陕西省美术家协会主席。中国美术家协会第三届综合材料绘画艺术委员会主任。曾任西安美术学院副校长、科研创作处处长、美术博物馆馆长、美术馆馆长、工作室主任、装饰艺术系教研室主任